# Caritatis providentiaeque
Caritatis providentiaeque (en español, De la caridad y de la solicitud) es la quincuagésima segunda encíclica de León XIII, fechada el 19 de marzo  de 1894, en ella se dirige a los obispos polacos; en ella, tras alabar la fidelidad del pueblo polaco a la Iglesia y al Romano Pontífice, les transmite orientaciones pastorales para la atención de sus fieles y la relación con las autoridades civiles; concretando también algunos consejos para los territorios de soberanía rusa, prusiana y austriaca.

## Contexto histórico
En el momento en que León XIII dirige esta encíclica el territorio en que viven los polacos estaba distribuido entre Rusia, Austria y Prusia. Este fue el resultado del reparto del Gran Ducado de Varsovia acordado por el Congreso de Viena en 1815.

Reparto de Polonia tras el Congreso de Viena. En este mapa la Galitzia incorporada a Austria no queda delimitada.

El Gran Ducado, que había sido establecido por Napoleón, quedó distribuido entre el Reino de Polonia, también denominado Zarato de Polonia, que bajo dependencia rusa subsistió hasta la revolución de 1830 que fue reprimida por Rusia, quedando incorporado a su imperio; el ducado de Poznan que fue anexionado por Prusia; el llamado Reino de Galitzia correspondió a Austria, y Cracovia y su entorno quedó como la Ciudad Libre de Cracovia, aunque tras el fracaso de la insurrección de 1846 en los territorios de Prusia y Austria, fue anexionada por Austria.
En la zona rusa la situación de la Iglesia fue especialmente difícil, aunque la constitución del Reino de Polonia garantizaba el libre ejercicio de su misión, en la práctica el estado policiaco impidió esa libertad. Tras la insurrección de 1863 la constitución fue abolida, se suprimieron casi todos los conventos y se confiscaron sus bienes; en 1875 se suprimió la diócesis uniata de Chelm.
En el Ducado de Poznan la administración prusiana intentó la germanización del país. En el periodo de las insurrecciones se suprimieron conventos y se introdujo la obligación de utilizar el alemán; mayo represión sufrió la Iglesia con el Kulturkampf de Bismarck, suavizada a partir de 1878. En Galitzia tras la revolución de 1846-1848, Austria -habiendo cesado las tendencias josefinistas y germanizantes- concluyó un concordato que concedía a la iglesia cierta libertad.

## Contenido de la encíclica
El papa inicia la encíclica su aprecio por la iglesia polaca

Caritatis providentiaeque Nostrae peculiare testimonium quod aliis catholicis gentibus per intervalla exhibuimus, ut, datis ad earum Episcopos singularibus litteris, documenta Apostolicae exhortationis impertiremus, id similiter vobis ex opportunitate praestare posse, iamdiu Nos ingens desiderium tenebat.
El particular testimonio de afecto y solicitud que en ocasiones hemos mostrado a otras naciones católicas para expresar, mediante el envío de cartas específicas a sus Obispos, palabras de instrucción apostólica, es el mismo que desde hace mucho tiempo deseamos ardientemente comunicaros a vosotros, y esperábamos la oportunidad de hacerlo.

A continuación alaba la devoción y confianza del  pueblo polaco hacia Roma, y cómo han sido los primeros defensores de la fe ante los enemigos de la religión. Da paso así la encíclica a una exposición breve pero rotunda sobre los beneficios que supone la fe para la vida humana y, por tanto, para la sociedad.

### Los beneficios de la religión
El papa hace notar las consecuencias beneficiosas para un pueblo y para el Estado cuando la Iglesia católica es tenida en consideración, y, por contra, los perjuicios que acarrea su desprecio.  Esto es así porque la doctrina y la ley del evangelio contiene todo lo necesario para la salvación y perfección del hombre, y por tanto  para su recta conducta. Por esto los pueblos que gozan del don de la fe deben sentir el deber de honrarla y amarla, pero deben tener en cuenta que la tarea de interpretarla correctamente corresponde a la Iglesia, que ha recibido ese poder del mismo autor de la gracia; de modo que ni los individuos ni el Estado pueden arrogarse la competencia de interpretarla. 
Además, aunque la Iglesia tiene el poder para transmitir esta fe y esa ley, siempre lo hace respetando los drechos del Estado, por lo que son reprobables los que pretender difundir calumnias que llevarían a desconfiar de la Iglesia. Al contrario, la iglesia no enseña ni manda nada que pueda disminuir la autoridad de los que gobiernan la sociedad civil. En este sentido recuerda la encíclica que  

Quienes detentan el poder reproducen entre los hombres la imagen del poder y de la providencia divina. El ejercicio de su poder debe ser justo y conforme al poder divino, imbuido de bondad paternal y preocupado únicamente por el bien del Estado. Un día tendrán que rendir cuentas al divino Juez y, dada su prestigiosa posición, será una rendición muy severa.
Acta Sanctae Sedis, vol.XXVI, p. 525

Al mismo tiempo quienes están sujetos a esa autoridad, deben respetarla y obedecer sus mandatos,  "no tanto por temor, sino como respuesta de conciencia" y hacer por ellos "súplicas, oraciones, peticiones y acciones de gracias".

### Orientaciones pastorales
El papa indica a los Obispos que, sobre esta tema, disponen de los escritos que ya ha publicado en diversas ocasiones; y que los ha recordado aquí sucintamente para animarles a tenerlos en cuenta en el cuidado de la grey que tienen encomendada. Pasa a continuación a indicar algunos puntos concretos que deben cuidar en la atención de los fieles.

#### La vida familiar y la educación de los hijos
Ante todo, ha de asegurarse la honestidad de la vida familiar; para ello es necesario: 

que los derechos y deberes entre los cónyuges permanezcan inviolables y estén sostenidos por la mayor armonía y caridad posibles; que los padres se hagan cargo de la defensa y de las necesidades, ante todo educativas, de sus hijos, y les den ejemplo con la mejor y más eficaz de las herramientas: su conducta en la vida
Acta Sanctae Sedis, vol.XXVI, p. 526

Han de asegurase que sus hijos  reciben en la escuela una educación adecuada, no solo evitando los centros en que se pueda transmitir una enseñanza con errores religiosos, si no también aquellos otros en que no se enseñan los principios religiosos, como si estas materias fuesen ajenas a la educación que han de recibir para formarlos como ciudadanos responsables..

#### Cuidado de la formación sacerdotal
El papa pide a los obispos que fortalezcan la formación religiosa que se imparte en las escuelas; y en relación con este objetivo muestra la necesidad de formar al clero con diligencia y compromiso. La sana doctrina y la santidad de vida deben promoverse en el clero joven, pero esas mismas características han de cuidarse en los sacerdotes mayores. Recuerda la encíclica los criterios que el papa ha indicado para cuidar los estudios filosóficos, teológico y bíblicos en la formación de los sacerdotes; y la necesidad de que adquieran y asimilen la prudencia con que han de tratar las cuestiones que atañen al poder civil.

#### El precepto del amor
Reitera el papa la importancia de vivir la caridad

De hecho, con ningún otro vínculo ni otra defensa se puede velar mejor por la estabilidad de la familia y del Estado y, lo que es más importante, alcanzar los beneficios de la dignidad cristiana. Considerando atentamente estas cosas y deplorando los muchos males terribles que han ocurrido en la vida privada y pública como consecuencia de haber descuidado y dejado de lado este precepto, muchas veces hemos hecho resonar a este respecto nuestra voz apostólica
Acta Sanctae Sedis, vol.XXVI, p. 528

### Indicaciones particulares para los distintos territorios
En la última parte de la encíclica el papa da orientaciones específicas para los obispos de los territorios bajo la soberanía de Rusia, Austria y Prusia.

#### Zarato de Polonia
El papa alienta a los fieles polacos, súbditos del imperio ruso, para que mantengan su testimonio de la fe católica y fidelidad a Roma, a pesar de las contrariedades que encuentren; les pide que rechacen las calumnias que hablan de su desinterés por ellos, y que continúen defendiendo la dignidad y los derechos de la religión. Muestra del cuidado de la Santa Sede por la situación de la iglesia en esos territorios son acuerdos que se han establecido con el zar: el permiso para que los obispos rijan libremente los seminarios diocesanos,  la Academia Eclesiástica de San Petersburgo -abierta a los estudiantes polacos- ha quedado bajo la jurisdicción del arzbispo de Maguilov.

#### Reino de Galitzia
A los que se encuentran "bajo del dominio de la ilustre casa de Habsburgo", le hace notar el comportamiento del emperador como fiel guardián de la religión de sus padres y la lealtad que le deben. El papa expone su deseo de que se salvaguarde el prestigio de la Universidad de Cracovia, y -en general- de las universidades católicas existentes; les anima a asegurar la estima del pueblo hacia las órdenes religiosas, que tanto bien han supuesto tanto para la Iglesia como para la sociedad civil; incluye una mención particular a la orden basiliana, que había sido restaurada recientemente con intervención del papa. Por último, les invita a una estrecha relación de colaboración y hermandad con la iglesia rutena, estimando sus costumbres y ritos particulares. 

#### Ducado de Poznan
A los que viven en la provincia de Gniezno y Poznan, les recuerda el reciente nombramiento del arzobispo de Gniezno, y les anima a responder a su cuidado pastoral; así mismo les pide que confíen en la benevolencia del emperador hacía los católicos, perseverando en el respeto a las leyes.

### Despedida y bendición apostólica
Se despide el papa pidiendo a los obispos que transmitan estas directivas y exhortaciones a su grey, les reitera su amor hacia el pueblo polaco, y piden que imploren para él la gracia divina, con la intercesión de Santa María, San José y los santos patronos de Polonía. Concluye impartiendo su bendición apostólica a los obispos, al clero y a todo el pueblo que tienen encomendado.